# Dorothy Handland
Dorothy Handland (* 1705 in England; † unbekannt) war mit einem Alter von 82 Jahren vermutlich der älteste Sträfling überhaupt, der in die damalige Sträflingskolonie Australien deportiert wurde. Dorothy Handland kam mit der First Fleet am 28. Januar 1788 in Port Jackson an.

## Leben
Über ihr frühes Leben ist wenig bekannt. Am 22. September 1766 heiratete sie Robert Grey, mit dem sie Lumpen und Altkleider sammelte und verkaufte. Vermutlich heiratete sie auch einen John Henley, dies ist nicht gesichert. Sicher ist, dass sie am 3. November 1781 John Handland heiratete. Man verurteilte sie im Zusammenhang mit einem Raub wegen eines Meineids. Hierfür wurde sie zu einer siebenjährigen Strafe verurteilt, die sie außer Landes zu verbüßen hatte.

## Deportation
Am 13. Mai 1787 verließ die First Fleet Portsmouth in England, um in Australien eine Kolonie zu gründen. Unter den 11 Schiffen war der Sträflingstransporter Lady Penrhyn, auf dem Dorothy Handland am 28. Januar 1788 in Port Jackson ankam. Auf der Lady Penryhn wurden 101 weibliche Sträflinge transportiert, darunter auch Dorothy Handland. Die Behandlung der Frauen auf diesem Schiff war menschenunwürdig, sie wurden von den Seeleuten und Royal Marines wie Prostituierte betrachtet und behandelt. Die Verpflegung war äußerst knapp bemessen, sie mussten Hunger erleiden und es gab zu wenig Bekleidung für die Frauen.
Nach Recherchen des emeritierten Professors der Flinders University Riaz Kassan, der 2006 für seine Forschungen mit dem Order of Australia geehrt wurde, waren die weiblichen Sträflinge Sexualobjekte für die männlichen Sträflinge, Royal Marines und Offiziere auf dem Schiff vor und nach der Landung in Australien. Insbesondere der erste Landgang der weiblichen Sträflinge in Port Jackson soll sich zu einer Sexorgie entwickelt haben. Durch die laufend erfolgte Geschichtsklitterung ist für Kazzan bei der heutigen Bevölkerung Australiens der Eindruck entstanden, dass die weiblichen Sträflinge fast alle Huren waren.

## Geburtsdatum und Suizid
Über Dorothy Handlands Geburtsdatum gibt es unterschiedliche Angaben. Als sie England in Richtung des heutigen Australiens verließ, wurde ihr Alter mit 61 Jahren in die Schiffslisten eingetragen. Auf der Schiffsreise gab der Schiffsarzt Arthur Bowes Smyth (1750–1790) in seinen Tagebüchern ihr Alter mit 81 Jahren an. Dieses Alter wird heute für wahrscheinlich gehalten. Ferner wird in dem von Robert Hughes im Jahr 1987 veröffentlichten Buch „The fatal Shore“ Dorothy Handland als erster europäischer Mensch bezeichnet, der in Australien Selbstmord beging. Nach neueren Erkenntnissen, insbesondere durch Recherchen von Riaz Kassan, muss davon ausgegangen werden, dass dies nicht der Fall war, sondern dass sie nach sieben Jahren am 4. Juni 1793 mit dem Schiff Kitty ablegte und am 5. Februar 1794 in Cork nach England zurückkehrte. Für Kazzan ist sie ein Beispiel dafür, dass sich Frauen wie Dorothy Handland mit ihrer Menschlichkeit über ihr Unglück erheben können.
Ferner wird in dem Buch von David Collins, das 1799 ins Deutsche übersetzt wurde, bestätigt, dass eine 80-jährige Frau auf der Kitty im Juni 1794 Australien verließ. Diese Frau bestätigt bei ihrer Abreise, dass sie körperlich in der Lage sei, die schwierige Schiffsreise zu überleben. Dies dürfte mit sehr hoher Wahrscheinlichkeit Dorothy Handland gewesen sein.

## Erinnerung
Auf einem Gedenkstein aus Ziegeln ist in der australischen Stadt Coomba Park in New South Wales eine Plakette mit ihrem Namen angebracht.